# Maurilia malgassica
Maurilia malgassica är en fjärilsart som beskrevs av Pierre E.L. Viette 1965. Maurilia malgassica ingår i släktet Maurilia och familjen trågspinnare. Inga underarter finns listade i Catalogue of Life.